# 願いの塔
『願いの塔』（ねがいのとう）は、EXILEの8枚目のオリジナル・アルバム。2011年3月9日にrhythm zoneから発売された。

## 概要
前作『愛すべき未来へ』から1年3カ月ぶりのオリジナル・アルバム。前作同様初回限定盤（2CD＋2DVD）、通常盤2形態（CD+DVD、CDのみ）の3形態で発売。初回限定盤のみドキュメンタリー映画『EXILE PRIDE』のDVD、カバー・アルバム『EXILE COVER』が付属する。また、3形態共通の初回特典としてスリーブケース仕様となっている。
DVDにはシングルのビデオクリップやメイキング映像の他に、「もっと強く」「I Wish For You」のアルバム・バージョンのビデオクリップを収録。
発売日の2日後、3月11日にプロモーション活動の一環でテレビ朝日系『ミュージックステーション』に生出演する予定だったが、当日の午後に東日本大震災が発生し、番組の放送が中止となった。
オリコン週間アルバムランキングでは初の通算3週の首位獲得となった。初登場で首位、3週目で首位に返り咲き、4週目も首位で通算3週となった。

## 収録曲

### CD
1. Each Other's Way 〜旅の途中〜 / Vocal：ATSUSHI, TAKAHIRO
作詞：ATSUSHI / 作曲：BACHLOGIC, MATS LIE SKARE, FAST LANE (SONISTA) / 編曲：BACHLOGIC
  - 36thシングル
  - CHINTAI CMソング
2. I Wish For You / Vocal：ATSUSHI, TAKAHIRO, NESMITH, SHOKICHI
作詞：michico / 作曲：T. Kura, michico / 編曲：T. Kura
  - 35thシングル
  - TBS系『2010 世界バレー』テーマソング
  - トヨタ自動車「WISH」CMソング
  - 第52回日本レコード大賞受賞曲
3. Miracle / Vocal：ATSUSHI, TAKAHIRO
作詞：ATSUSHI / 作曲・編曲：春川仁志
  - キリンビバレッジ「大人のキリンレモン」CMソング[8]
4. 願い -Album Version- / Vocal：ATSUSHI
作詞：ATSUSHI / 作曲：Arno Lucas, Jerome Dufour, Fabrice Haddad / 編曲：林田裕一
  - 33rdシングル「FANTASY」収録曲のアルバムバージョン
  - のちにATSUSHIの1stアルバム『Solo』にも収録
5. GOING ON / Vocal：TAKAHIRO, NESMITH, SHOKICHI
作詞：TAKAHIRO / 作曲：原一博 / 編曲：h-wonder
  - 33rdシングル収録曲
  - 「VOCAL BATTLE AUDITION 2」 2次審査課題曲
6. 手紙 / Vocal：ATSUSHI, TAKAHIRO
作詞：TAKAHIRO / 作曲：山口寛雄 / 編曲：h-wonder
7. Orion / Vocal：ATSUSHI, TAKAHIRO
作詞：ATSUSHI / 作曲・編曲：KOSH
8. もっと強く / Vocal：ATSUSHI, TAKAHIRO
作詞：ATSUSHI / 作曲・編曲：華原大輔
  - 34thシングル
  - 映画『THE LAST MESSAGE 海猿』主題歌
9. 掌の砂 / Vocal：ATSUSHI, TAKAHIRO
作詞：秋元康 / 作曲・編曲：原一博
  - 33rdシングル収録曲
  - トヨタ自動車「WISH」CMソング
10. VICTORY / Vocal：ATSUSHI, TAKAHIRO
作詞：ATSUSHI / 作曲・編曲：春川仁志
  - 33rdシングル収録曲
  - 財団法人日本サッカー協会公認 サッカー日本代表応援ソング
11. My Station / Vocal：ATSUSHI, TAKAHIRO
作詞：ATSUSHI / 作曲：lil' showy
  - 33rdシングル収録曲
  - キリンビバレッジ「キリンレモン」CMソング
12. 24karats STAY GOLD / Vocal：ATSUSHI, TAKAHIRO, NESMITH, SHOKICHI / Rap：DOBERMAN INC
作詞：lil' showy, P-CHO, GS, KUBO-C, TOMOGEN / 作曲：lil' showy
  - 33rdシングル収録曲
  - キリンビバレッジ「キリンメッツ ワイルドチャージ」CMソング
13. Interlude for One Wish (inst.)
作曲・編曲：中野雄太
14. One Wish / Vocal：ATSUSHI, TAKAHIRO, NESMITH, SHOKICHI
作詞・作曲：ATSUSHI / 編曲：中野雄太
  - 配信限定シングル
  - ハイチ大地震復興支援チャリティーソング。配信を開始した2010年6月16日から同年12月31日までの売り上げは日本赤十字社に寄付された[9]。

### DVD

#### DISC-1
［Video Clip］ 
1. VICTORY
2. 24karats STAY GOLD
3. 願い
4. もっと強く
5. I Wish For You
6. Each Other's Way 〜旅の途中〜
7. 24karats STAY GOLD (KIDS & GIRLS Version)

［Making映像］ 
1. VICTORY (Making)
2. 24karats STAY GOLD (Making)
3. Each Other's Way 〜旅の途中〜 (Making)
4. 24karats STAY GOLD (KIDS & GIRLS Version) (Making)

［Special Video Clip］ 
1. もっと強く (Album Version)
2. I Wish For You（Album Version）

#### DISC-2
※初回生産限定盤のみ
1. ドキュメンタリー映画『EXILE PRIDE』

### Cover Album 『EXILE COVER』
※初回生産限定盤のみ
1. 言葉にできない / Vocal：ATSUSHI
作詞・作曲：小田和正
  - オフコースの曲カバー
  - のちにATSUSHIの1stアルバム『Solo』に別バージョンで収録
2. こんなにもながい君の不在 / Vocal：ATSUSHI
作詞：Kenn Kato / 作曲：原一博 / 編曲：林田裕一
  - 1stアルバム「our style」収録曲のライブバージョン
  - 『EXILE ATSUSHI Premium Live 〜The Roots〜』からのライブ音源。
  - のちにATSUSHIの1stアルバム『Solo』にシークレットトラックとして再録バージョンが収録
3. GEORGY PORGY / Vocal：ATSUSHI
作詞・作曲：David Paich
  - TOTOのカバー
  - 『EXILE ATSUSHI Premium Live 〜The Roots〜』からのライブ音源
4. Just the Two of Us / Vocal：SHOKICHI
作詞・作曲：Ralph MacDonald, William Salter, Bill Withers / 編曲：Nao Tanaka (SUPALOVE)
  - グローヴァー・ワシントン・ジュニアのカバー
  - SHOKICHI初のソロ曲
5. 遠く遠く / Vocal：TAKAHIRO, NESMITH, SHOKICHI
作詞・作曲：槇原敬之 / 編曲：中野雄太
  - 槇原敬之のカバー
6. 以心伝心 / Vocal：TAKAHIRO
作詞・作曲：岡平健治 / 編曲：中野雄太
  - 19のカバー
  - TAKAHIRO初のソロ曲
7. LA・LA・LA LOVE SONG / Vocal：ATSUSHI, NESMITH
作詞・作曲：久保田利伸 / 編曲：中野雄太)
  - 久保田利伸 with ナオミ・キャンベルのカバー
8. Giver / Vocal：NESMITH, SHOKICHI
作詞：ATSUSHI / 作曲：平田祥一郎 / 編曲：華原大輔
  - 21stシングル「Everything」カップリングの新録バージョン
9. WON'T BE LONG / Vocal：ATSUSHI, TAKAHIRO, NESMITH, SHOKICHI
作詞・作曲：Bro.KORN / 編曲：h-wonder
  - バブルガム・ブラザーズの10thシングルのカバー
  - EXILE&倖田來未のコラボレーションシングルの新録バージョン
  - スクラッチをDJ MAKIDAIが担当
10. Choo Choo TRAIN / Vocal：ATSUSHI, TAKAHIRO
作詞：佐藤ありす / 作曲：中西圭三 / 編曲：華原大輔
  - ZOOの4thシングルのカバー
  - 10thシングル
  - ベストアルバム『EXILE CATCHY BEST』収録曲
11. 銀河鉄道999 / EXILE feat. VERBAL (m-flo) / Vocal：ATSUSHI, TAKAHIRO
作詞：奈良橋陽子, 山川啓介 / 作曲：タケカワユキヒデ / Rap詞：VERBAL / 編曲：中野雄太
  - ゴダイゴの11thシングルのカバー
  - ベストアルバム『EXILE CATCHY BEST』収録曲